# Aeroportul Malikus Saleh
Aeroportul Malikus Saleh (IATA: LSW, ICAO: WITM) este un aeroport din Lhokseumawe⁠(d), Aceh⁠(d), Indonezia ce deservește zona Lhokseumawe⁠(d). A fost deschis în 1985.
Situat la o altitudine de 27 m, aeroportul dispune de o singură pistă. Este operat de Kementerian Perhubungan Indonesia⁠(d).